# Marcos Rojo Martín
Marcos Rojo Martín (Aguilar de Campoo, 18 de enero de 1993) es un exciclista español.
Debutó como profesional con el equipo Burgos-BH en 2017 y se retiró en mayo de ese mismo año alegando que no disfrutaba ni era feliz con su trabajo. Destacó como amateur ganando una etapa de la Vuelta a Lérida.

## Palmarés
- No consiguió ninguna victoria como profesional

## Equipos
- Burgos-BH (2017)